# Fantasia Lusitana
Fantasia Lusitana é um documentário histórico português de 2010, realizado por João Canijo e produzido por João Trabulo. A longa-metragem explora a relação do povo português com os estrangeiros refugiados da Segunda Guerra Mundial, a forma como a sua estadia no país poderá ter influenciado a perspetiva portuguesa sobre o conflito, e uma procura pela herança cultural que possa ter sido deixada pela sua passagem. O filme assume-se como uma leitura interpelante da história portuguesa do século XX, construída com base em imagens de arquivo e da leitura de testemunhos escritos pelos refugiados Erika Mann, Alfred Döblin e Antoine de Saint-Exupéry, interpretados respetivamente nas vozes de Hanna Schygulla, Rudiger Vogler e Christian Patey. O documentário foi apresentado na abertura do IndieLisboa, a 22 de abril de 2010. Estreou comercialmente a 29 de abril do mesmo ano.

## Sinopse
A propaganda imaginada e imaginária do salazarismo, durante a II Grande Guerra, pregava a proeza de uma neutralidade devida ao génio de Salazar. Na década de 40, segundo a propaganda política, que proclamava a ausência da guerra no meio do conflito, mesmo com o fluxo de refugiados que chegava a Lisboa, Portugal era um «oásis pacífico» e tranquilo, totalmente alheio ao cenário internacional. Portugal era utilizado como ponte de passagem para aqueles que tentavam escapar da Europa nazi.
A sensação que a propaganda transmitia era a de uma guerra que só afetava os portugueses na medida das dificuldades de sobrevivência. A propaganda, elevada a extremos nas crónicas do Jornal Português, ajudou a criar uma inconsciência protetora que seria cómica, não fosse o seu impacto trágico na sociedade.

## Elenco
- Hanna Schygulla, como Erika Mann.
- Rüdiger Vogler, como Alfred Döblin.
- Christian Patey, como Antoine de Saint-Exupéry.

###### Imagens de arquivo
As seguintes figuras mediáticas surgem no documentário em imagens de arquivo:
- Annabella
- Danielle Darrieux
- Pedro de Freitas Branco
- Óscar Fragoso Carmona
- Cardeal Manuel Gonçalves Cerejeira
- António Lopes Ribeiro
- Robert Montgomery
- Tyrone Power
- Porfirio Rubirosa
- António de Oliveira Salazar
- Simone Simon
- Américo Thomaz

## Equipa técnica
- Realização e argumento: João Canijo
- Som: Pedro Góis
- Mistura de som: François Loubeyre[1]
- Montagem: João Braz
- Produção: João Trabulo

## Produção
Fantasia Lusitana foi uma encomenda da produtora Periferia Filmes a João Canijo. Os produtores João Trabulo e Rodrigo Areias haviam desenvolvido um projeto documental, inicialmente intitulado Trânsito, acerca de refugiados famosos que tinham passado por Portugal durante a II Guerra Mundial. Hugo dos Santos, investigador para este documentário, esteve durante cerca de um ano metido a recolher conteúdos dos arquivos do ANIM (Centro de Conservação da Cinemateca Portuguesa) e em sites de arquivos de imagens. Neste processo de recolha de material, os responsáveis pelo filme depararam-se com textos de alguns escritores que passaram por Portugal nos anos de 40: Alfred Döblin (o autor de Berlin Alexanderplatz escreveu o texto "Portugal" no seu livro Schicksalsreise), Erika Mann (a filha de Thomas Mann escreveu "Lissabon Geslrandef", na obra Ausgerechnet Ich Ein Lesebuch) e Antoine de Saint-Exupéry (o autor de O  Principezinho escreveu "Lisbonne Jouait au Bonheur" em Lettre a un Otage).

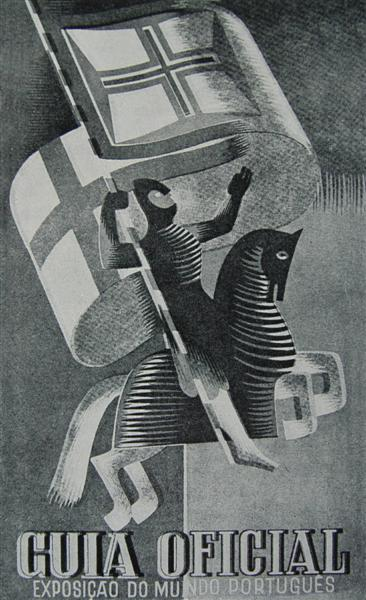
Imagens da Exposição do Mundo Português assumem preponderância em Fantasia Lusitana.

Quando o realizador integrou a equipa, procurou adaptar a orientação do filme: "quis colocar em oposição a realidade fantasista nacional e a realidade nua e crua da guerra no resto mundo. Tendo já a noção de que cá a Grande Guerra era vista como uma coisa que se estava a passar noutro planeta". Discussões com o filósofo José Gil (que havia pensado um discurso acerca de identidade em Portugal, o Medo de Existir) na fase de projeto, e que se prolongaram durante a montagem, auxiliaram Canijo a definir esta estrutura de Fantasia Lusitana.
O realizador fez uma pré-seleção de imagens do trabalho de investigação para decidir quais seriam integradas no documentário. Entre elas, estavam imagens da comemoração da Batalha de Ourique, excertos de noticiários, canções, fotografias, documentos, jornais e revistas, chancelados pela SPAC (Sociedade Portuguesa de Actualidades Cinematográficas), bem como material de fontes independentes que não estavam sujeitas à censura. Para além desta seleção, incluiu segmentos de um documentário sobre a Exposição do Mundo Português. O processo de escolha de material a incluir no documentário não terá sido pacífico entre a equipa, uma vez que frequentemente se argumentava contra a inclusão de imagens da propaganda portuguesa, devido à sua má qualidade de filmagem e edição, ainda mais evidente em comparação com a obra cinematográfica de Leni Riefenstahl. As únicas imagens a cores do documentário surgem apenas no seu término: a inauguração em 1959, do Santuário Nacional de Cristo Rei (Almada), como concretização de uma promessa para o caso Portugal ser poupado do conflito internacional.

## Temas e estética

### Nota de intenção do realizador
Portugal viveu a Segunda Guerra Mundial dentro de um mundo de fantasia, uma vez que a propaganda do Estado Novo criou aos portugueses um nível de irrealidade em que o contexto violento da guerra era algo considerado muito longínquo e de outro mundo. A neutralidade do país só é possível pela sua posição geográfica e a sua diminuta relevância para o conflito armado. O salazarismo posicionava-se para emergir do lado vitorioso, independentemente do tipo de resolução. Esta a fantasia da propaganda era grosseira, porque como diz José Gil: «A grosseria resulta do esforço e da impossibilidade de dar forma a um fundo visceral sem forma. O pior na grosseria, não é a ruína da forma, mas a arrogância em julgar-se forma.»
O filme funda-se no contraste entre as imagens fantasistas da propaganda e as imagens reais do sofrimentos dos refugiados. A estrutura alimenta-se deste contraste entre os níveis de irrealidade de uma fantasia lusitana e a dura realidade das consequências de uma guerra mundial. As imagens da propaganda fascista pretendem fazer acreditar que graças à governação de Salazar e Carmona, se vivia em Portugal no melhor dos mundos. Em particular, as imagens do sofrimento dos refugiados de passagem por Lisboa, à espera do barco que os livre do nazismo, apresentam essa realidade. Estas imagens são amparadas pelos testemunhos escritos de Erika Mann, Alfred Döblin e Antoine de Saint-Exupéry, em textos que refletem o pasmo dos autores diante da noção de realidade dos portugueses. A esta componente literária, o realizador contrapõe uma segunda camada de interpretação, a visual, organizada pela máquina de propaganda triunfalista do regime, uma desmontagem metódica que enaltece o nível de encenação.
Deste modo, João Canijo propõe uma análise sociológica de um país que se recusou a admitir o que se passava em seu redor, vivendo numa entropia isolacionista e moral. Com esta obra, o realizador sugere que em vários aspetos, a população portuguesa permanece sonâmbula, uma vez que a preocupação com o supérfluo e outras características do tempo do fascismo perduram na atualidade. Ana Salgueiro Rodrigues comenta que as opções de Canijo para não incluir locução no documentário nem manipular imagens de arquivo, podem ser entendidas, por um lado, como uma rejeição dos parâmetros manipuladores da cinematografia salazarista e, por outro, como um cinema-direto, mais competente na demonstração da realidade.

### Continuidade artística
A ideia de uma nação em constante descompasso com o resto do mundo e até com a história não só tem sido explorada no cinema português, como na própria filmografia de João Canijo. Em Mal Nascida, o realizador havia iniciado uma abordagem, pela ficção, deste tema. Em Fantasia Lusitana, Canijo deixa claro o seu ponto de vista sobre a ideologia salazarista e a sua capacidade de criar uma identidade ilusória que ainda hoje se encontra em discursos sobre ser-se português. Este assunto de identidade portuguesa e tentativa de criação de uma identidade virtual é recorrente nas suas obras de ficção.

## Distribuição
Fantasia Lusitana foi selecionado para ser o filme de abertura da 7ª edição do Festival IndieLisboa, onde estreou a 22 de abril de 2010. O lançamento comercial do filme em Portugal iniciou-se a 29 de abril de 2010, pela Midas Filmes, em duas salas em Lisboa e no Porto.
A 31 de agosto de 2018, na 3ª Festa do Livro em Belém, o documentário foi exibido no Pátio dos Bichos, numa sessão com a presença do Presidente da República Marcelo Rebelo de Sousa, o realizador João Canijo, Pedro Borges, diretor da produtora Midas Filmes, e o subdiretor da Cinemateca Portuguesa Rui Machado.

## Receção

### Audiência
No ano de 2010, o filme foi visto por 4.127 espetadores em sala.

### Crítica
Num texto elogiador do documentário no Expresso, Francisco Ferreira destaca como a realização "aponta o dedo a um 'ser português' egoísta, conformado, indiferente. Portugal ontem, como hoje? (...) Foi assim que vimos o filme de Canijo. E também é por isso que o achamos excepcional". Márcio Aurélio Recchia (Programa de Letras da Universidade de S. Paulo) destaca a "criteriosa montagem em Fantasia Lusitana, capaz de transportar o espectador, muitas vezes de forma inesperada, tanto para o fantasioso mundo português criado pela propaganda estatal, quanto para a dura realidade imposta às vítimas e aos refugiados da guerra".
Luís Miguel Oliveira e Jorge Mourinha (Ípsilon) atribuem 3 estrelas ao filme nos seus textos de crítica ao filme. Oliveira sintetiza Fantasia Lusitana como "uma bela operação de compilação, com o mérito de agir sobre os documentos - em grande maioria, documentos oficiais, produzidos para filmes de actualidades, naturalmente com o alto patrocínio da propaganda de Estado - de maneira subtil, sem os forçar e sem os caricaturar." Mourinha aponta para o valor histórico da obra que, deste modo "passa a ser ponto de paragem obrigatório para olhar para Portugal".
Filipe Furtado, na Revista cinética, compara Fantasia Lusitana com O Olho de Vichy, de Claude Chabrol. Conclui que o documentário português não tem uma perspetiva tão precisa, "até porque o diagnóstico que encontra nas suas imagens de arquivo já chega ao filme pronto e destacado demais para que o olhar de Canijo revele uma grande força para além de reiterar seu fascínio com este descompasso histórico".
Na 17ª edição dos prémios Coimbra Caminhos do Cinema Português, João Braz recebeu o prémio do júri Caminhos para melhor montagem pelo seu trabalho em Fantasia Lusitana.